# Guerre de Finlande
Pour les articles homonymes, voir Guerre russo-suédoise.
La guerre de Finlande (finnois : Suomen sota, suédois : Finska kriget), ou guerre russo-suédoise, oppose entre 1808 et 1809 la Suède à la Russie.
Cette dernière souhaitait retrouver son honneur perdu après sa défaite face à la France quelques mois plus tôt. La victoire de la Russie lui permet d'annexer le tiers oriental des territoires suédois, à savoir la Finlande, qui devient alors le grand-duché de Finlande, province autonome au sein de l'Empire russe. C'est la dernière en date d'une série de guerres opposant Russes et Suédois.
D'autres effets notables sont l'adoption d'une nouvelle constitution et l'avènement de la dynastie Bernadotte sur le trône de Suède en 1818.

## Contexte

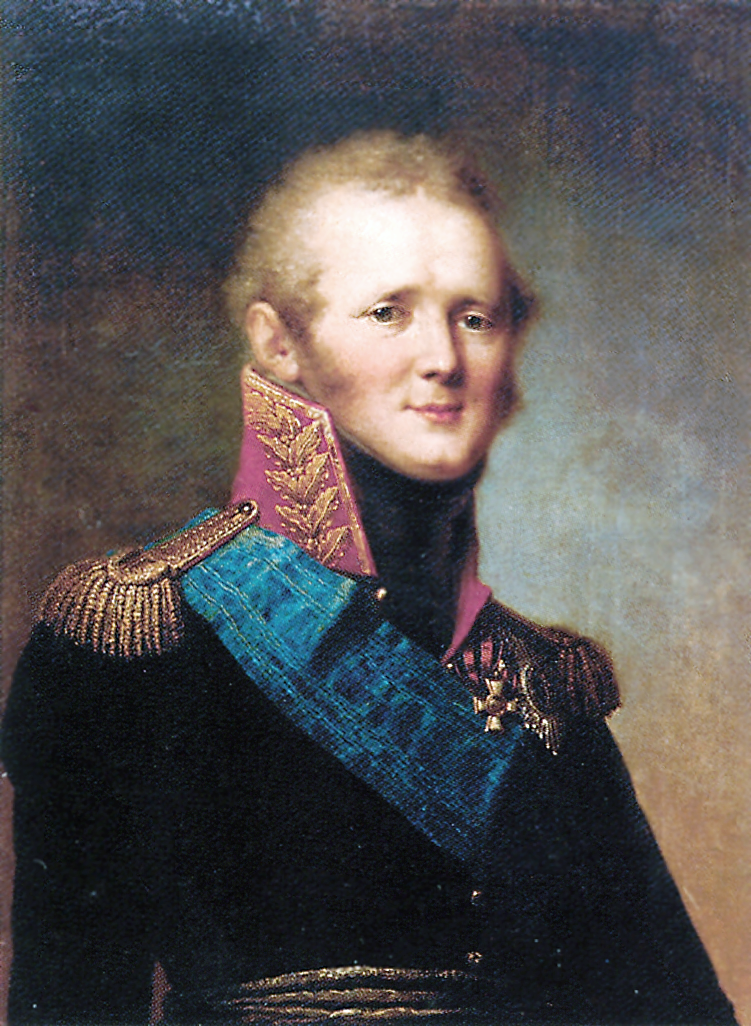
Alexandre Ier, tsar de Russie.

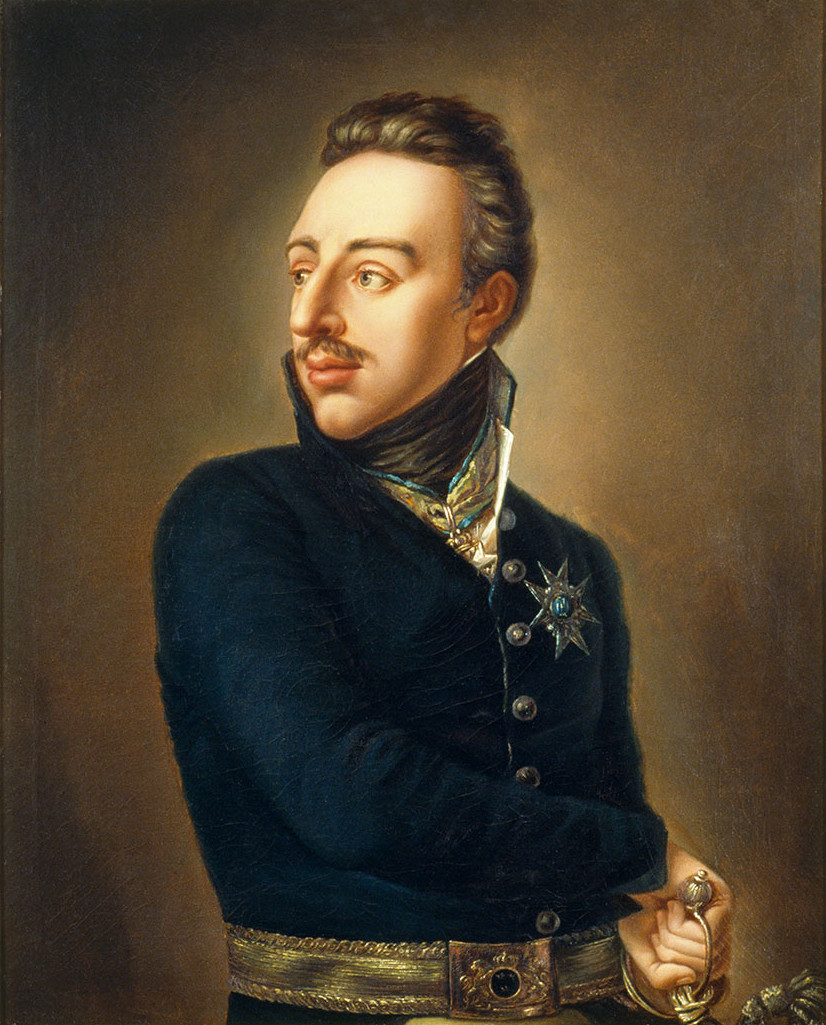
Gustav IV Adolphe, roi de Suède.

Après la signature du traité de Tilsit en 1807 avec Napoléon, le tsar de Russie Alexandre Ier suggère que le roi Gustave IV Adolphe de Suède se joigne au blocus continental. Le roi, qui considère Napoléon comme l'Antéchrist, et la Grande-Bretagne comme son alliée contre la France de Napoléon, redoute les conséquences catastrophiques de ce système pour le commerce maritime de la Suède. Il entre donc en négociations pour préparer une attaque concertée contre le Danemark, dont il veut conquérir les possessions de Norvège.
Dans l’intervalle, la marine britannique a attaqué soudainement Copenhague et pris la flotte danoise, et la guerre anglo-russe (1807-1812) est déclarée. Le tsar exige que, conformément aux traités de 1780 et de 1800, Gustave Adolphe ferme la mer Baltique à tous les bateaux de guerre étrangers. Bien qu'il réitère cette exigence le 16 novembre 1807, il faut deux mois avant que le roi réponde qu'il est impossible d'honorer les engagements précédents tant que les Français occupent les principaux ports de la Baltique.
Bien que la plupart des officiers suédois soient sceptiques sur leurs chances de gagner une guerre contre l'armée russe, plus importante et plus expérimentée, Gustave Adolphe se fait des idées irréalistes sur la possibilité pour la Suède de se défendre contre la Russie. À Saint-Pétersbourg, son obstination est considérée comme un utile prétexte pour occuper la Finlande, ce qui repoussera la frontière suédoise loin de la capitale, et la mettra à l'abri en cas de futur conflit.

## Février – mai 1808
Le 21 février 1808, 24 000 soldats russes sous le commandement de Frédéric de Buxhoeveden passent la frontière et s'emparent de Hämeenlinna. Gustave IV est mal préparé à cette attaque, d'autant que la guerre ne sera déclarée qu'en avril. Environ 21 000 soldats sont stationnés dans diverses garnisons de Finlande, tandis que le reste de l’armée ne peut quitter le Sud de la Suède de peur d'une attaque danoise.
Le plan du commandant suédois, Johan Adam Cronstedt, est de faire retraite sur l'Ostrobotnie, en ne laissant en arrière que les forteresses isolées de Loviisa (Svartholm) et de Suomenlinna (Sveaborg). En mars, les Russes s'emparent avec des troupes modestes, de Kuopio, de Tampere, de Jakobstad (Pietarsaari), de Loviisa qui se rend après un bref siège, de Helsinki (Helsingfors), Hanko (Hangö) et débarquent sur l’île de Gotland et les îles Åland. Buxhoeveden assiège Suomenlinna, qui se rend le 3 mai, avec 6 000 soldats et plus de 700 canons, car le commandant de la place Carl Olof Cronstedt et son état-major décident que la résistance est inutile.
L'armée suédoise, sous le nouveau commandement de Carl Johan Adlercreutz, contre-attaque et arrête l'offensive russe. Nikolaï A. Toutchkov, un général russe qui a été envoyé au nord de la Finlande, et laissé des garnisons dans chaque fort sur sa route, a réduit son corps à 4 000 hommes, ce qui se montre insuffisant pour pacifier un pays hostile. Les Finnois déclenchent une guerre de guérilla, jusqu'à Hamina, dans la partie nommée « Vieille Finlande » par les Russes, qui la possèdent depuis 1743. C'est là qu'opère l'unité du colonel Johan August Sandels. Les unités russes de Koulnev et de Boulatov sont défaites respectivement à Siikajoki (18 avril) et à Revolax (en) (27 avril).
En mai, les Russes se font chasser de Gotland et d’Åland, où une flottille suédoise, appuyée par la population locale, force le colonel Vouitch et sa garnison à se rendre. Le 26 mai, une flotte britannique transportant 14 000 hommes sous le commandement de Sir John Moore entre dans le port de Göteborg, mais en raison de divers désaccords avec le roi, ne peut débarquer, et s'en va se battre contre les Français en Espagne, en laissant 16 vaisseaux de ligne et 20 autres bateaux à la disposition de la Suède.

## Août – septembre 1808
Après que les Russes sont chassés de la Finlande centrale, leurs forces sont distendues sur la ligne Pori–Tampere–Mikkeli. Ayant reçu des renforts considérables, leur nombre s'accroît à 55 000, contrairement aux 36 000 de leurs adversaires. Le 14 août, le comte Nikolaï Kamenski, à la tête d'un corps de 11 000 hommes, remporte des victoires importantes à Kuortane le 1er septembre, à Salmi le 2 septembre, et à Oravais (Oravainen) le 14 septembre. Les tentatives suédoises de débarquer des troupes à Turku (Åbo) sont entravées par la réaction rapide de Bagration. Dans l'Est de la Finlande, le mouvement de guérilla est progressivement arrêté. Par suite, la situation de la Russie en Finlande du Sud est significativement améliorée.
Dans le Nord, la situation est plus complexe. Le corps de Toutchkov, éprouvé, essaie de garder ses positions contre Sandels, tandis que l'avance d'une force de secours commandée par le général Alexeïev est retardée par la guérilla. Ce n'est que le 26 septembre que le prince Michel P. Dolgoroukov remplaçant Alexeïev réussit à rejoindre Toutchkov, forçant Sandels à la retraite. Trois jours plus tard, Buxhoeveden — soumis à une arrivée hâtive du temps d'hiver — signe un armistice, au grand dam de Napoléon. Le Tsar refuse de le ratifier et remplace Buxhoeveden par un nouveau commandant en chef, Bogdan von Knorring en décembre de la même année.
La situation de la Suède est encore affaiblie par sa guerre contre la France et le Danemark, qui menacent les possessions de la Suède par une invasion conjointe par 45 000 hommes au Danemark, sous le commandement du général français Bernadotte et par 36 000 autres en Norvège. Ceci force les Suédois à envoyer le gros de leurs forces vers le sud et vers la frontière norvégienne (23 000 hommes). Le Danemark a déclaré la guerre à la Suède le 14 mars, mais n'a pas engagé d'hostilités sérieuses, à part une série d'escarmouches sans conclusion le long de la frontière norvégienne, car la situation en Espagne commence à inquiéter Napoléon, et la marine britannique reste une menace permanente sur les mouvements de troupes entre le Danemark et la Suède.

## L'hiver 1808-1809
À ce moment-là, les troupes russes ont envahi toute la Finlande. Le 19 novembre, le cessez-le-feu d'Olkijoki (fi) est signé, et l'armée suédoise doit évacuer tout le pays. Mais le Tsar souhaite étendre les hostilités au territoire de la Suède proprement dite, ce qui serait un moyen d'assurer la victoire.
Dans ce but, Kamenski suggère un plan osé : faire traverser le golfe de Botnie par l'armée russe dans deux directions : un corps allant de Vaasa (Vasa) à Umeå, et un autre de Turku (Åbo) aux îles Åland, et de là vers le voisinage de Stockholm. Une troisième unité irait sur Tornio et passerait en Suède par la terre.
Bien que Bogdan von Knorring soit pressé d'exécuter le plan aussi vite que possible, il considère le plan comme irréaliste et attend mars, quand le tsar envoie le ministre de la guerre Araktcheïev en Finlande pour faire agir Knorring avant d'arriver lui-même.

## Printemps 1809

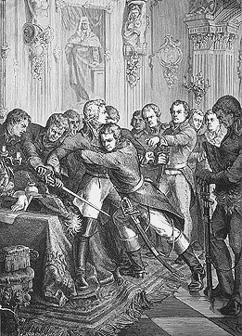
Arrestation de Gustave IV.

Quand les forces russes se mettent à traverser la Baltique gelée, fait sans précédent, le roi Gustave IV Adolphe — accusé d'erreurs fatales ayant conduit à la perte de la Finlande — est détrôné à Stockholm et son oncle est proclamé roi sous le nom de Charles XIII de Suède. Quatre jours après, les troupes de Bagration occupent les îles stratégiques d'Åland, tandis que Koulnev conduit l'avant-garde à travers la mer gelée, et atteint la côte suédoise à 70 km de Stockholm.
Quand la nouvelle de l'incursion de Koulnev arrive à la capitale, le nouveau roi envoie une ambassade à Knorring, proposant un armistice. Le commandant russe l’accepte et rappelle Koulnev sur Åland. Pendant ce temps-là, un autre contingent russe — 5 000 hommes sous le commandement de Barclay de Tolly — endure de grandes souffrances pour traverser le golfe gelé plus au nord. Ils pénètrent à Umeå le 24 mars.
La troisième force, sous le commandement du comte Pavel A. Chouvalov attaque Tornio, et malgré un gel terrible, encercle une armée suédoise, (les restes de l'armée de Finlande) qui capitule le 25 mars. Six jours après, le Tsar arrive à Turku, et apprenant l'armistice, il dénonce la signature de Knorring et nomme Barclay de Tolly commandant en chef. Les hostilités reprennent donc jusqu'à mai, quand Chouvalov atteint Umeå, où Kamenski lui succède.

## Été 1809

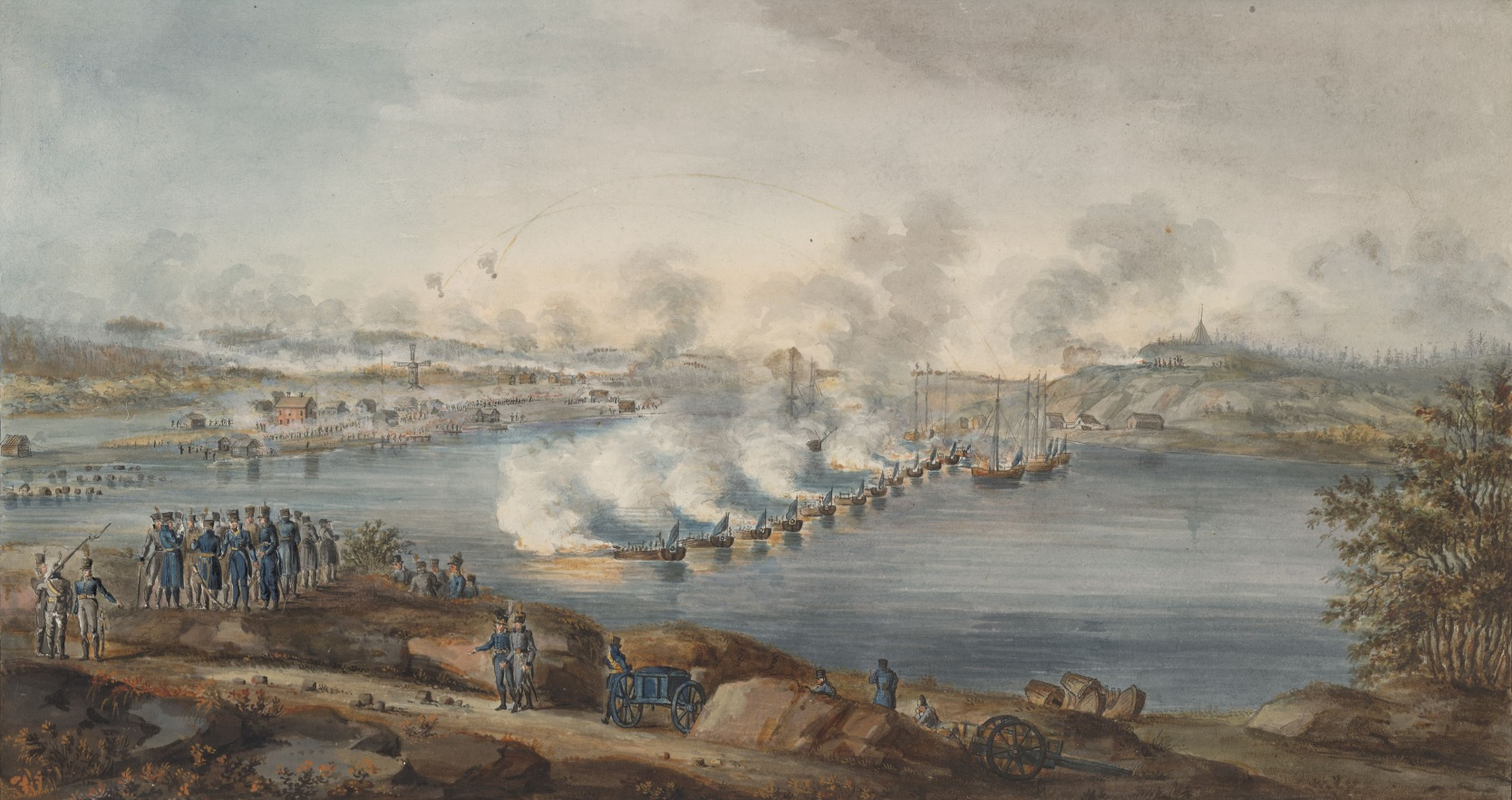
Dernière bataille de la guerre à Sävar et Ratan près d'Umeå dans la province suédoise de Västerbotten.

En août, Charles XIII, souhaitant obtenir une meilleure négociation pour la paix, ordonne à Sandels de débarquer au nord de la Suède et d'attaquer Kamenski de revers. Les dernières batailles de la guerre, à Sävar (canton d'Umeå) et Ratan, n'emportent pas de décision, car Kamenski arrive à percer les forces d'encerclements débarquées à Ratan et réussit à se sauver vers le nord de la Suède. Économiquement à bout de forces et n'ayant pas les moyens de repousser les Russes, car les Britanniques interviennent au Portugal et en Espagne, délaissant leur difficile allié de la veille, le gouvernement suédois engage un processus de paix.
L'action de Sandel n'est qu'un prélude aux négociations de paix qui s'ouvrent en août et résultent dans le traité de Fredrikshamn (17 septembre), par lequel la Suède cède à la Russie la Finlande entière et une partie de la Laponie à l'est du fleuve Torne. La Suède ferme ses ports aux bateaux britanniques et se rallie au blocus continental, ce qui conduit à une déclaration de guerre au Royaume-Uni de Grande-Bretagne et d'Irlande. Quelques mois après, le 6 janvier 1810, le gouvernement russe sert de médiateur entre la Suède et la France pour conclure le traité de Paris.
La Russie rattache les territoires cédés plus tôt au XVIIIe siècle par la Suède, et appelés « Vieille Finlande » au nouveau grand-duché de Finlande. Ce grand-duché va conserver la constitution absolutiste de Gustave III (1772), avec de petites modifications, jusqu'en 1919. Presque tous les soldats finlandais en Suède (la plupart dans la zone d'Umeå) sont rapatriés après la guerre. Il aura donc un statut très particulier au sein de la Russie, que seuls Alexandre III et Nicolas II voudront modifier mais en vain, à l'exception de la politique de russification à la fin du XIXe siècle.

## Commémorations
- Le 200e anniversaire de la guerre russo-suédoise a été choisi comme le principal motif pour une pièce commémorative finlandaise en or de valeur 100 €, frappée en 2008 à tirage limité. Le motif de la pièce est le passage de la Suède à la Russie. Sur la même pièce, l'histoire de la Finlande est évoquée de façon très stylisée, pour son passé avec le retrait de la couronne au revers, et son avenir, avec l’aigle sur l’avers.
- En mémoire du 200e anniversaire de la guerre russo-suédoise, toutes les pièces de 1 couronne frappées en 2009 présentent au revers une représentation stylisée de la mer et du ciel, entourée par une citation d'Anton Rosell : Den underbara sagan om ett land på andra sidan hafvet (L'histoire merveilleuse d'un pays de l’autre côté de la mer).